# Eulophia lejolyana
Espèce
Eulophia lejolyana Geerinck est une espèce de plantes d'Afrique centrale, de la famille des Orchidaceae et du genre Eulophia.

## Étymologie
Son épithète spécifique rend hommage au botaniste belge Jean Lejoly.